# エレンコ
エレンコ（ポルトガル語: Elenco）は、ブラジルに存在したレコード会社。アロイージオ・ヂ・オリヴェイラが1963年に設立した。1950年代後半から1960年代に巻き起こったボサノヴァ・ムーヴメントの中でも重要な役割を担ったレーベルのひとつで、「白・黒・赤」の3色で構成された、シンプルで芸術性の高いアルバム・ジャケットの数々が有名。
「所有する価値のあるレコード」というコンセプトを掲げて活動していたが、1967年にフィリップス・レコードに吸収された。

## 概要
オデオン・レコードでアートディレクターを務め、ジョアン・ジルベルトのデビューアルバム制作に携わった音楽プロデューサー、アロイージオ・ヂ・オリヴェイラが、1963年に設立したのがエレンコ・レーベルである。
レーベルの第1作として1963年に世に放ったのは、「ボサノヴァ」生みの親の一人であるヴィニシウス・ジ・モラエスの歌唱と、「ブラジルのブリジット・バルドー」とたたえられた美人女優、オデッチ・ララの歌唱が収められたアルバム「Vinicius & Odette Lara」だった。
続いて、大物歌手ルシオ・アルヴェスを他レーベルから引き抜いてボサノヴァ作品を制作し、レーベルの2作目として発表したほか、ボサノヴァ・ギターの名人バーデン・パウエルのリーダー作をレーベルの4作目として発表した。その翌年には、ブラジル音楽界の大家ドリヴァル・カイミと、「ボサノヴァの帝王」アントニオ・カルロス・ジョビンの共演作を発表するなど、創設して間もないエレンコは、主宰者であるアロイージオ自身の人脈を大いに活用し、ブラジル音楽界を代表するビッグネーム達のアルバムを立て続けに発表した。
また、ブラジル出身のアーティストが海外でボサノヴァ作品を制作すると、エレンコが発売元となって、その作品たちをブラジル国内で流通させたこともあった。
極めて豪華なアーティスト陣によるボサノヴァ・アルバムを立て続けに制作し続けたエレンコだったが、インディーズ・レーベルゆえ経営状況は決して良いとは言えなかった。アロイージオも含め総勢4名というわずかなスタッフで運営を行い、アロイージオ自身も雑事を含めたすべての作業に関わるという多忙ぶりで、終始人手不足に悩まされていた。
エレンコから発売された多くのアルバム作品に共通する、色数を抑えてデザインされたアルバム・ジャケットの数々は、Francisco Pereiraが撮影した白黒写真を、アートディレクターのCesar G. Villelaが強いコントラスト処理をして、赤の指し色を加える手法で製作されたが、これも低予算からくるコスト削減のために始まった、いわば「苦肉の策」で生み出されたものだった。しかし、この印象的なアートワーク達は、結果的に「ボサノヴァを象徴する意匠」となり、フィリップス・レコードやRCAレコード等大手レーベルから模倣される事になる。
1964年に軍事独裁政権が発足して以降、ボサノヴァの人気が陰りだし、ナラ・レオンのようにボサノヴァに見切りをつけプロテスト・ソングを歌い始める者が現れはじめる中、エレンコはシルヴィア・テレス、クアルテート・エン・シーといった「ボサノヴァ・ブーム」を支えた人物や、ミルチーニョなどボサノヴァが誕生する以前から活動する大物歌手、ナナ・カイミ、エドゥ・ロボといったデビュー間もない新人アーティストまで幅広い人材が在籍。成熟期を迎えたボサノヴァ・シーンに対し、新たな息吹を吹き込む大胆な手法を取り入れたアルバム制作を続けた。また、同時期に「ジャズ・シリーズ(Jazz Series)」と銘打ち、キャノンボール・アダレイのジャズ・アルバムやクリス・コナーのライブ・アルバムなど、ボサノヴァ作品以外のリリースも開始した。
1967年に、エレンコはフィリップス・レコードへ吸収され、フィリップス・レコード内の一ブランドとして機能するようになると、エレンコのアルバム・ジャケットはインディペンデント時代の「色彩の制限」から解放され、他の大手レーベルと同じように写真を多用した色彩豊かなデザインとなっていった。
フィリップス社がポリグラム・レコードへ移管されると、エレンコもポリグラム・レコード内の一レーベルとして活動を続けた。
エレンコ・レーベルそのものの新譜制作は1971年に完全終了した。しかしポリグラム社では、1980年代後半までエレンコのロゴを使用してレコードの生産を続けた。中にはジェームス・ブラウンやビージーズ、エルトン・ジョンといった、ボサノヴァ・ムーヴメントとは何の関係もないアーティストの作品も含まれており、フィリップスに吸収されて以降、エレンコのレーベルカラーは時代を下るにつれて設立当初の姿から大きく変化していったことが分かる。
ポリグラム社が1998年にユニバーサル ミュージックに吸収されたあとは、ユニバーサル・ミュージック合同会社がエレンコ作品の日本発売元になっている。1990年代初頭にはミディがエレンコ・レコードの諸作を復刻販売していた。

## 沿革
- 1963年　エレンコ・レーベル設立。
- 1967年　フィリップス・レコード（後にポリドール・レコードを経てユニバーサル・ミュージック・グループ傘下へ）に吸収される。
- 1968年　エレンコ設立者のアロイージオ・ヂ・オリヴェイラがプロデュースを退く[19]。
- 1971年　閉鎖。

## 過去の主なアーティスト
※ここではフィリップスに吸収される1967年以前にエレンコへ在籍したことがあるアーティストを紹介する。
- アントニオ・カルロス・ジョビン
- ヴィニシウス・ジ・モラエス
- バーデン・パウエル
- ナラ・レオン
- ホジーニャ・ジ・ヴァレンサ
- クアルテート・エン・シー
- ナナ・カイミ（ポルトガル語版）
- ホベルト・メネスカル
- シルヴィア・テレス（ポルトガル語版）
- ルシオ・アルヴェス（ポルトガル語版）
- MPB4（ポルトガル語版）
- エドゥ・ロボ